# Einar Hollström
Einar Filip Hollström, född den 20 maj 1909 i Nätra församling, Västernorrlands län, död den 15 januari 1979 i Södertälje, var en svensk läkare. Han var brorson till Gösta Hollström.
Hollström avlade medicine licentiatexamen vid Uppsala universitet 1939 och promoverades till medicine doktor 1943. Han var docent i hygien och bakteriologi i Uppsala 1943–1947 och i dermatologi och venereologi vid Karolinska institutet 1947–1959. Efter olika läkarförordnanden 1939–1947 var Hollström biträdande överläkare vid dermatologiska kliniken vid Karolinska sjukhuset 1947–1954 och 1957–1959 samt regementsläkare och överläkare vid venereologiska garnisonsavdelningen på Karolinska sjukhuset 1954–1957. Han var professor i dermatovenereologi vid Medicinska högskolan i Umeå 1959–1970 (från 1965 vid Umeå universitet) och överläkare vid dermatologisk-venereologiska kliniken på Umeå lasarett 1959–1970. Han publicerade skrifter i bakteriologi och dermatologi.